# Quatrième République (Tchad)
Cet article concerne le régime politique. Pour son fondement juridique, voir Constitution tchadienne de 2018.
Pour les articles homonymes, voir Quatrième République.
 (octobre 2022).
- Si vous ne connaissez pas le sujet, laissez ce bandeau (vous pouvez alors contacter les auteurs).
- Si vous supprimez le contenu mis en cause (vous pouvez préalablement contacter les auteurs),

argumentez précisément cette suppression dans la page de discussion
(un manque de référence n'est pas un argument ; une recherche réelle de référence doit avoir été effectuée, être formellement documentée).
 (octobre 2022).
Si vous disposez d'ouvrages ou d'articles de référence ou si vous connaissez des sites web de qualité traitant du thème abordé ici, merci de compléter l'article en donnant les références utiles à sa vérifiabilité et en les liant à la section « Notes et références ».
Depuis le 4 mai 2018
(6 ans, 10 mois et 10 jours)
Entités précédentes :
- Troisième République

La Quatrième République, ou IVe République, officiellement République du Tchad, est le régime politique en vigueur au Tchad depuis le 4 mai 2018, date de la promulgation par le président de la République Idriss Déby de la Constitution tchadienne de 2018. Elle succède à la Troisième République qui était en place depuis 1996.